# Kardzhali
Kardzhali (búlgaro: Кърджали; turco: Kırcaali) es una ciudad búlgara ubicada en el sur del país. Es capital de la provincia homónima y, dentro de ella, es sede del municipio homónimo.
Se ubica sobre la carretera 5, a medio camino entre Haskovo y la frontera con Grecia. Por el casco urbano de Kardzhali pasa el río Arda justo después de formar el embalse de Kardzhali y justo antes de acumular sus aguas en el embalse de Studen Kladenets, lo que sitúa a esta ciudad en un área de gran importancia hídrica.

## Historia
Hasta principios de siglo XX era un pequeño pueblo, cuyo topónimo tuvo su origen en el nombre del conquistador otomano del siglo XIV Kırca Ali. En 1878 se incluyó su territorio en Rumelia Oriental pero, cuando esta región se unió en 1885 al principado autónomo de Bulgaria, Kardzhali fue devuelta a los otomanos. Se incorporó definitivamente a Bulgaria en 1912 durante la Primera Guerra Balcánica.

## Demografía
| Año  | Habitantes |
| ---- | ---------- |
| 1887 | circa 650  |
| 1910 | circa 2500 |
| 1934 | 7767       |
| 1946 | 10 502     |
| 1956 | 20 955     |
| 1965 | 33 271     |
| 1975 | 47 786     |
| 1985 | 55 906     |
| 1992 | 45 793     |
| 2001 | 45 729     |
| 2011 | 43 880     |

La composición étnica de la ciudad en 2011 es de un 54,09% de búlgaros, 30,94% de turcos y 1,17% de gitanos. Esta mayoría étnica de los búlgaros es una excepción dentro de la provincia, ya que en el censo provincial los turcos son el 66,16% y los búlgaros el 30,22%.

## Clima
| Parámetros climáticos promedio de Kardzhali (2000–) | Parámetros climáticos promedio de Kardzhali (2000–) | Parámetros climáticos promedio de Kardzhali (2000–) | Parámetros climáticos promedio de Kardzhali (2000–) | Parámetros climáticos promedio de Kardzhali (2000–) | Parámetros climáticos promedio de Kardzhali (2000–) | Parámetros climáticos promedio de Kardzhali (2000–) | Parámetros climáticos promedio de Kardzhali (2000–) | Parámetros climáticos promedio de Kardzhali (2000–) | Parámetros climáticos promedio de Kardzhali (2000–) | Parámetros climáticos promedio de Kardzhali (2000–) | Parámetros climáticos promedio de Kardzhali (2000–) | Parámetros climáticos promedio de Kardzhali (2000–) | Parámetros climáticos promedio de Kardzhali (2000–) |
| Mes                                                 | Ene.                                                | Feb.                                                | Mar.                                                | Abr.                                                | May.                                                | Jun.                                                | Jul.                                                | Ago.                                                | Sep.                                                | Oct.                                                | Nov.                                                | Dic.                                                | Anual                                               |
| --------------------------------------------------- | --------------------------------------------------- | --------------------------------------------------- | --------------------------------------------------- | --------------------------------------------------- | --------------------------------------------------- | --------------------------------------------------- | --------------------------------------------------- | --------------------------------------------------- | --------------------------------------------------- | --------------------------------------------------- | --------------------------------------------------- | --------------------------------------------------- | --------------------------------------------------- |
| Temp. máx. abs. (°C)                                | 20.6                                                | 22.3                                                | 27.0                                                | 33.0                                                | 33.5                                                | 38.0                                                | 43.2                                                | 42.0                                                | 36.5                                                | 36.1                                                | 28.9                                                | 27.0                                                | 43.2                                                |
| Temp. máx. media (°C)                               | 7.0                                                 | 9.0                                                 | 13.6                                                | 18.1                                                | 23.5                                                | 27.8                                                | 31.5                                                | 31.5                                                | 26.5                                                | 20.1                                                | 14.5                                                | 8.2                                                 | 19.3                                                |
| Temp. media (°C)                                    | 2.4                                                 | 3.8                                                 | 7.8                                                 | 12.0                                                | 16.9                                                | 21.2                                                | 23.5                                                | 23.7                                                | 20.0                                                | 14.1                                                | 9.1                                                 | 3.0                                                 | 13.5                                                |
| Temp. mín. media (°C)                               | -2.1                                                | -1.0                                                | 2.5                                                 | 6.5                                                 | 10.5                                                | 14.3                                                | 16.5                                                | 16.5                                                | 12.5                                                | 8.3                                                 | 4.0                                                 | 0.5                                                 | 7.5                                                 |
| Temp. mín. abs. (°C)                                | -17.8                                               | -19.5                                               | -18.0                                               | -8.2                                                | -1.6                                                | 1.0                                                 | 4.2                                                 | 5.6                                                 | 2.1                                                 | -5.0                                                | -9.5                                                | -19.5                                               | -19.5                                               |
| Precipitación total (mm)                            | 44.6                                                | 53.9                                                | 44.3                                                | 60.0                                                | 59.4                                                | 55.7                                                | 53.2                                                | 36.7                                                | 24.7                                                | 44.9                                                | 67.4                                                | 75.8                                                | 620.6                                               |
| Días de precipitaciones (≥ 1 mm)                    | 11.9                                                | 10.9                                                | 10.1                                                | 9.0                                                 | 9.4                                                 | 6.0                                                 | 4.1                                                 | 2.2                                                 | 5.0                                                 | 9.2                                                 | 7.7                                                 | 13.0                                                | 98.5                                                |
| Horas de sol                                        | 86                                                  | 112                                                 | 165                                                 | 188                                                 | 256                                                 | 301                                                 | 327                                                 | 308                                                 | 231                                                 | 163                                                 | 113                                                 | 76                                                  | 2326                                                |
| Humedad relativa (%)                                | 81.7                                                | 77.5                                                | 74.2                                                | 71.6                                                | 69.2                                                | 67.1                                                | 59.3                                                | 57.3                                                | 65.1                                                | 75.8                                                | 78.8                                                | 83.7                                                | 71.8                                                |
| Fuente: Climatebase.ru                              |                                                     |                                                     |                                                     |                                                     |                                                     |                                                     |                                                     |                                                     |                                                     |                                                     |                                                     |                                                     |                                                     |